# Pui
Pui là một xã thuộc hạt Hunedoara, România. Dân số thời điểm năm 2002 là 4748 người.